# Toxicocalamus vertebralis
Toxicocalamus vertebralis — вид отруйних змій родини аспідових (Elapidae). Ендемік Папуа Нової Гвінеї. Описаний у 2022 році.

## Поширення й екологія
Toxicocalamus vertebralis мешкають в горах Шредера і Бісмарка та в Зоряних горах, а також в околицях Вау в провінції Моробе. Вони живуть в тропічних лісах. Живляться черв'яками.